# Jamaicas damlandslag i fotboll
Jamaicas damlandslag i fotboll, smeknamn 'Reggae Girlz', representerar Jamaica i fotboll på damsidan. Dess förbund är Jamaicas fotbollsförbund. Det är ett av Karibiens bästa damlandslag i fotboll tillsammans med Trinidad och Tobago och Haiti. 
2008 upplöstes laget efter att ha misslyckats att ta sig vidare från gruppspelet i OS-kvalet, som hölls i bland annat USA och Mexiko. Laget startades om 2014 efter sex års uppehåll. De slutade tvåa i CFU Women's Caribbean Cup 2014 förlorade med 1-0 mot Trinidad och Tobago i finalen. 2016 upplöstes laget under en period igen.
Jamaica lyckades kvalificera sig till 2019 års världsmästerskap i Frankrike efter att ha besegrat Panama i en avgörande match som gick till straffläggning. Det var första gången landet lyckades kvalificera sig för ett världsmästerskap och det var även första gången ett lag från Karibien lyckades ta sig till turneringen.
Laget stöds av dess officiella ambassadör Cedella Marley, dotter till den döda Bob Marley; hon hjälper till att öka kännedomen för laget, försöker utveckla laget och att ger ekonomiskt bidrag.

## Spelartrupp
Följande spelare ingår i spelartruppen i VM 2023 som spelas i Australien och Nya Zeeland.
- Matcher och mål är uppdaterade per den 19 juli 2023.

| Nr | Pos. | Namn               | Födelsedatum (ålder)     | Matcher | Mål |           | Klubb                     |
| -- | ---- | ------------------ | ------------------------ | ------- | --- | --------- | ------------------------- |
| 1  | MV   | Sydney Schneider   | 31 augusti 1999 (23 år)  | 21      | 0   | Tjeckien  | Sparta Prague             |
| 2  | MF   | Solai Washington   | 1 oktober 2005 (17 år)   | 0       | 0   | USA       | Concorde Fire             |
| 3  | F    | Vyan Sampson       | 2 juli 1996 (27 år)      | 8       | 0   | Skottland | Hearts                    |
| 4  | F    | Chantelle Swaby    | 6 augusti 1998 (24 år)   | 30      | 0   | Frankrike | Fleury                    |
| 5  | F    | Konya Plummer      | 2 augusti 1997 (25 år)   | 31      | 2   | USA       | Orlando Pride             |
| 6  | MF   | Havana Solaun      | 23 februari 1993 (30 år) | 16      | 2   | USA       | Houston Dash              |
| 7  | MF   | Peyton McNamara    | 22 februari 2002 (21 år) | 2       | 0   | USA       | Ohio State Buckeyes       |
| 8  | MF   | Drew Spence        | 23 oktober 1992 (30 år)  | 7       | 1   | England   | Tottenham Hotspur         |
| 9  | A    | Kameron Simmonds   | 6 december 2003 (19 år)  | 1       | 0   | USA       | Tennessee Volunteers      |
| 10 | A    | Jody Brown         | 16 april 2002 (21 år)    | 29      | 13  | USA       | Florida State Seminoles   |
| 11 | A    | Khadija Shaw       | 31 januari 1997 (26 år)  | 38      | 56  | England   | Manchester City           |
| 12 | A    | Kiki Van Zanten    | 25 augusti 2001 (21 år)  | 6       | 1   | USA       | Notre Dame Fighting Irish |
| 13 | MV   | Rebecca Spencer    | 22 februari 1991 (32 år) | 9       | 0   | England   | Tottenham Hotspur         |
| 14 | F    | Deneisha Blackwood | 7 mars 1997 (26 år)      | 28      | 2   | Frankrike | Issy                      |
| 15 | A    | Tiffany Cameron    | 16 oktober 1991 (31 år)  | 13      | 6   | Ungern    | Ferencváros               |
| 16 | A    | Paige Bailey-Gayle | 12 november 2001 (21 år) | 6       | 0   | England   | Crystal Palace            |
| 17 | F    | Allyson Swaby      | 3 oktober 1996 (26 år)   | 28      | 1   | Frankrike | Paris Saint-Germain       |
| 18 | MF   | Trudi Carter       | 18 november 1994 (28 år) | 21      | 9   | Spanien   | Levante Las Planas        |
| 19 | F    | Tiernny Wiltshire  | 8 maj 1998 (25 år)       | 11      | 0   | USA       | Houston Dash              |
| 20 | MF   | Atlanta Primus     | 21 april 1997 (26 år)    | 7       | 0   | England   | London City Lionesses     |
| 21 | A    | Cheyna Matthews    | 10 november 1993 (29 år) | 12      | 0   | USA       | Chicago Red Stars         |
| 22 | A    | Kayla McCoy        | 3 september 1996 (26 år) | 15      | 3   | Skottland | Rangers                   |
| 23 | MV   | Liya Brooks        | 17 maj 2005 (18 år)      | 2       | 0   | USA       | Washington State Cougars  |